# Bob Mackie

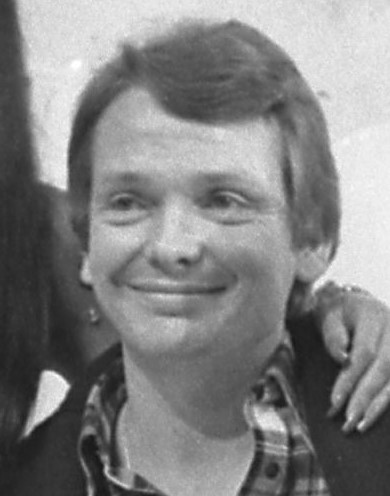
Bob Mackie (1975)

Robert Gordon „Bob“ Mackie (* 24. März 1939 in Monterey Park, Kalifornien) ist ein US-amerikanischer Modedesigner und Kostümbildner, der mit neun Emmys ausgezeichnet und für drei Oscars nominiert wurde.

## Karriere

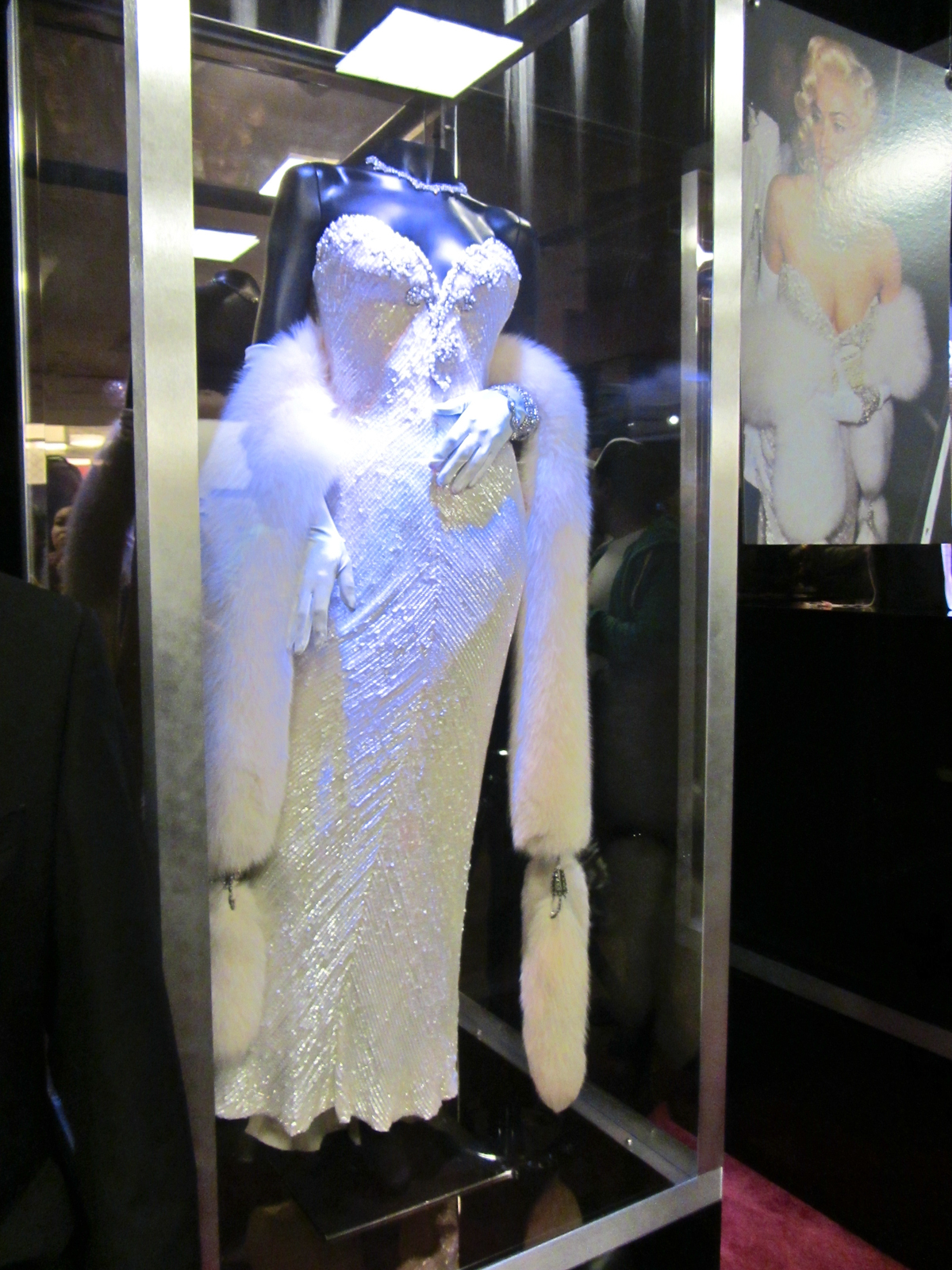
Kleid für Madonna zur Oscarverleihung 1991. Fran Drescher und Lauren Lane trugen 1994 das Kleid nochmals in der Sitcom Die Nanny sowie Sabrina Carpenter bei den MTV Video Music Awards 2024.

Als Modedesigner stattete Mackie unter anderem Cher, Oprah Winfrey, Tina Turner, Madonna, Barbra Streisand, Marlene Dietrich, Elton John, Britney Spears, Steve Martin, Diana Ross, Dolly Parton und Whitney Houston mit seiner Mode aus. Des Weiteren entwarf er mehrfach Kleider für Barbie. Seit 1962 entwirft Mackie auch Kostüme für Filme, Fernsehserien oder Fernsehshows. Seine erste Anstellung in diesem Bereich hatte er bei dem Fernsehfilm Arthur Freed’s Hollywood Melody. Für seine künstlerischen Leistungen bei dem Film Lady Sings the Blues erhielt er bei der Oscarverleihung 1973 mit seinem Lebensgefährten Ray Aghayan und Norma Koch eine Oscar-Nominierung in der Kategorie bestes Kostümdesign. Er entwarf zudem die Kostüme von Barbra Streisand im Film Funny Lady. Dafür bekam er bei der Oscarverleihung 1976 seine zweite Nominierung. Danach entwarf er einige Kostüme für The Star Wars Holiday Special und Kesse Bienen auf der Matte, bevor er seine letzte Oscar-Nominierung bei den 54. Academy Awards für seine Leistung zu Tanz in den Wolken erhielt.
Des Weiteren bekam Bob Mackie neun Emmys bei 32 Nominierungen für seine künstlerischen Leistungen zu Alice Through the Looking Glass, G.I.T. on Broadway, Mitzi... Roarin’ in the 20’s, Mitzi... Zings Into Spring, Mama’s Family, Carol & Company, Men, Movies & Carol, Cher: Live in Concert from Las Vegas und Cher: The Farewell Tour.

## Privates
Von 1960 bis 1963 war Mackie mit der Schauspielerin Lulu Porter verheiratet. Er war Vater eines Sohnes, der allerdings 1993 mit 33 Jahren starb. Später war er bis zu dessen Tod mit dem iranischen Modedesigner Ray Aghayan liiert.

## Filmografie (Auswahl)
- 1962: Arthur Freed’s Hollywood Melody (Fernsehfilm)
- 1967: Scheidung auf amerikanisch (Divorce American Style)
- 1972: Lady Sings the Blues
- 1975: Funny Lady
- 1978: The Star Wars Holiday Special
- 1981: Kesse Bienen auf der Matte (… All the Marbles)
- 1981: Tanz in den Wolken (Pennies from Heaven)
- 1993: Gypsy
- 1993: Stadtgeschichten (Tales of the City, drei Folgen, Schauspieler)